# Silabizem
Silabizem oz. zlogovni verz je verzifikacijski sistem, pri katerem je osrednje ritmično načelo število zlogov v posameznem verzu. Enaka količina zlogov v vseh verzih je temeljna lastnost silabičnega (zlogovnega) verza, ki ustvarja slušno in vidno podobo enakomernega ritmičnega gibanja.
V silabični verzifikaciji je naravni besedni naglas potisnjen v ozadje, zato v verzu ne pride do enakomernega menjavanja naglašenih in nenaglašenih zlogov. V romanski književnosti (španski in italijanski poeziji) je stalen naglas na koncu polverza in na verznem koncu, drugje je premičen, s stalnim naglasom in cezuro pa se razmejujejo večje ritmične enote znotraj verza.

## Zgodovina
V srednjem veku (do približno 7. stoletja) je klasična latinščina izumrla, ohranila se je le v zapisih cerkvenih in učnih knjig. Novi romanski jeziki, ki so nastajali iz narečij (vulgarna latinščina), pa so pozabili zlogovne dolžine, ki jih je poznala klasična latinščina. Bralci latinskih besedil dolžinskih pravil niso več poznali, zato so zloge dolžinsko enačili. Pri branju poezije so enakomerno nizali zloge do konca verza, kar je pomenilo, da je zlog postal osnovna merska enota verznega sistema. Ker pa je še iz klasičnega latinskega jezika veljalo pravilo, da morajo verzi iste metrične sheme šteti po enako število osnovnih enot, se je novi merski sistem oblikoval na načelu istega števila zlogov. Po 8. stoletju se pojavita še asonanca in rima, ki jih klasična latinščina in grščina nista poznali.
Silabični verz se je razvil predvsem v romanskih in nekaterih slovanskih književnostih (češka, poljska), vendar zaradi narave jezikov v vsaki nekoliko drugače. Razvile so se različne stalne verzne oblike z različnim (stalnim) številom zlogov: francoska in španska literatura sta se omejili predvsem na osem- in sedemložne verze z asonančno poudarjenimi kadencami, italijanska pa je razvila tudi enajstzložne rimane in nerimane (blankverz) oblike s poudarkom na desetem zlogu (italijanski enajsterec).

## Silabizem na Slovenskem
Zlogovni verz se na Slovenskem uveljavi v 16. stoletju v obdobju protestantizma in se pojavlja le v cerkvenih pesmih tja do konca 18. stoletja. Pojavi se predvsem pri Primožu Trubarju.
Avtorji slovenskih protestantskih pesmi so se pri oblikovanju le-teh zgledovali po pesmaricah sočasnih nemških protestantskih verzifikatorjev,  ki so se naslanjali na starokrščansko rimsko himniko, ljudsko pesem in pesmi nemških meistersingerjev 14. in 15. Stoletja. Za nemški protestantski verz je značilno načelo štetja zlogov brez vsakega ozira na besedni naglas. Kitica take pesmi je urejena iz verzov enake dolžine oziroma iz verzov različnih dolžin, kjer se iz kitice v kitico pojavlja ista razporeditev. Razpored naglasov v verzu je poljuben, izmenjavanje naglašenih in nenaglašenih zlogov, kar je značilnost silabotonizma, pa ni stalna oziroma obvezna lastnost. Slovenski protestanti so očitno sprejeli številne stare silabične (latinske, francoske) kitične oblike preko nemške protestantske pesmi in vzorce prenesli v slovensko poezijo. Ker so se protestantske pesmi pele pri cerkvenih obredih, to obliko verzne metrike imenujemo melični (peti) silabizem. Besedni naglas se je pri petju moral podrejati melodičnim poudarkom v pesmi. Besedni naglas in melodični poudarek se zato v protestantski pesmi pogosto ne ujemata, za razliko od npr. ljudske pesmi, kjer se najpogosteje enačita.
Od konca 18. stoletja, oziroma od Janeza Damascena Deva, do pojava svobodnega verza je v slovenski literaturi prevladoval silabotonični verz.

### Silabizem pri Primožu Trubarju
Primož Trubar: Sveti Paul v enim pismi
| Per tim je ta kruh v roke vzel, zahvalil inu rezlomel,, dal, rekal k sujim jegrom: Vzamite, jejte vi le-tu, tu je pravu moje telu, špižajte se s tejm kruhom. ... |

## Silabizem v poljski poeziji
Adam Mickiewicz: Rezygnacja
| Nieszczęśliwy, kto próżno o wzajemność woła, Nieszczęśliwszy jest, kogo próżne serce nudzi, Lecz ten u mnie ze wszystkich nieszczęśliwszy ludzi, Kto nie kocha, że kochał, zapomnieć nie zdoła. ... I serce ma podobne do dawnej świątyni, Spustoszałej niepogód i czasów koleją, Gdzie bóstwo nie chce mieszkać, a ludzie nie śmieją. | –U–UU–U ǀ UU–U–U –U–U––U ǀ –U–U–U –U–UU–U ǀ –U–U–U –U–UU–U ǀ U–UU–U ... –UU–U–U ǀ –U–U–U –UU–U–U ǀ U–UU–U UUU–U–U ǀ –UUU–U |